# Clas Lindberg
Clas Ragnar Lindberg (ur. 24 sierpnia 1956 w Lund) – szwedzki reżyser filmowy i scenarzysta. Studiował na Dramatiska institutet w Sztokholmie. Podczas 27. ceremonii rozdania Złotych Żuków otrzymał nagrodę za najlepszy scenariusz za film Underjordens hemlighet. Podczas 29. ceremonii rozdania Złotych Żuków za film Pariserhjulet zdobył nagrodę dla najlepszego reżysera.

## Filmografia

### Reżyser
- Underjordens hemlighet (1991)
- Att stjäla en tjuv (1996)
- Min vän shejken i Stureby (1997)
- Pip-Larssons (1998)
- Pappa polis (2002)
- Lillebror på tjuvjakt (2003)

### Scenarzysta
- Att stjäla en tjuv (1996)
- Lillebror på tjuvjakt (2003)